# Larry DiTillio
Lawrence G. DiTillio (15 febbraio 1948 – 16 marzo 2019) è stato uno sceneggiatore e autore di giochi statunitense.
Tra le sue creazioni figurano He-Man e She-Ra e il gioco Masks of Nyarlathotep.

## Carriera
Larry DiTillio frequentò la scuola di cinema alla New York University per quattro anni, spendendo ulteriori due anni all'UCLA.
Laureatosi, DiTillio decise di diventare uno sceneggiatore per Hollywood. Bussò alle porte di numerose agenzie finché non fu in grado di trovare un agente disposto e in grado di trovarlo a lavorare come scrittore di film: andò a scrivere per la televisione e per i film negli anni '70, incluso un periodo come autore della serie di Filmation Albertone. In seguito divenne uno sceneggiatore della serie originale Masters of the Universe e nel corso delle sue due stagioni firmò 17 episodi, più di chiunque altro autore della serie. Diresse anche un episodio.
Durante uno sciopero degli sceneggiatori, DiTillio cercò altri modi per generare entrate attraverso la scrittura. Divenne dunque autore di giochi di ruolo: per Flying Buffalo realizzò The Isle of Darksmoke (1984), la loro ultima avventura multiplayer della serie Tunnels & Trolls.
Collaborò con Lynn Willis per creare Masks of Nyarlathotep (1984), una campagna per la serie di Chaosium Il richiamo di Cthulhu. Vinse un Origins Award, ed è considerata una delle migliori avventure di gioco di ruolo di tutti i tempi. Per alcuni mesi, DiTillio prese parte alla rivista Different Worlds di Chaosium, scrivendo di notizie dal mondo del cinema e della televisione nella sua rubrica The Sword of Hollywood. Altri titoli di Chaosium cui lavorò furono The Grey Knight (la prima avventura del gioco di ruolo Pendragon), Demon Magic: The Second Stormbringer Companion (per la serie Stormbringer) e il supplemento Terror Australis per Il richiamo di Cthlulhu.
Nonostante il suo successo nel settore dei giochi di ruolo, una volta terminato lo sciopero degli sceneggiatori, DiTillio tornò alla sceneggiatura.
Nel 1985, scrisse il film Il segreto della spada (tratto da Masters of the Universe) e subito dopo, con J. Michael Straczynski, fu autore di uno spin-off di Filmation intitolato She-Ra e le principesse guerriere. DiTillio creò il bible per lo show e inventò la maggior parte dei nomi dei personaggi. Straczynski commentò:
Tuttavia, quando Filmation rifiutò di dare loro i crediti per il prodotto, entrambi lasciarono l'azienda e andarono a DIC Entertainment, lavorando in Jayce e il cavaliere dello spazio.
Nel 1993, DiTillio e Straczynski lavorarono nella serie di fantascienza Babylon 5, con Straczynski come produttore e DiTillio come "executive story editor". DiTillio scrisse molti episodi per Biocombat. Nel 2002, scrisse He-Man and the Masters of the Universe.

## Filmografia
| Anno      | Programma                                        |
| --------- | ------------------------------------------------ |
| 1972      | The Last Porno Flick                             |
| 1984      | Albertone                                        |
| 1985      | Il segreto della spada                           |
| 1985      | Jayce e il cavaliere dello spazio (7 episodi)    |
| 1983-1985 | He-Man e i dominatori dell'universo (17 episodi) |
| 1985      | She-Ra e le principesse guerriere (18 episodi)   |
| 1985-1986 | Hulk Hogan's Rock 'n' Wrestling                  |
| 1986      | Centurions                                       |
| 1986      | Galaxy High                                      |
| 1987      | Bionic Six                                       |
| 1987-88   | Capitan Power                                    |
| 1988      | Superman (2 episodi)                             |
| 1989      | Arrivano le uvette californiane (5 episodi)      |
| 1989      | Captain Power: The Beginning (TV Movie)          |
| 1987      | The Real Ghostbusters                            |
| 1990      | I misteri della laguna                           |
| 1990      | I viaggiatori delle tenebre                      |
| 1990      | Nel covo dei pirati con Peter Pan                |
| 1991      | The Hidden Room (serie TV)                       |
| 1991      | La signora in giallo (1 episodio)                |
| 1992      | Conan                                            |
| 1994-1995 | Babylon 5                                        |
| 1996      | Hypernauts                                       |
| 1996-99   | Biocombat                                        |
| 2002-2004 | He-Man and the Masters of the Universe           |
| 2005      | Kong: The Animated Series                        |
| 2009      | Transformers: Animated                           |